# Danganronpa Another Episode: Ultra Despair Girls
Danganronpa Another Episode: Ultra Despair Girls (絶対絶望少女 ダンガンロンパ Another Episode, Zettai Zetsubō Shōjo: Danganronpa Another Episode) est un jeu vidéo de type jeu d'action-aventure développé par Spike Chunsoft. Il s'agit d'un spin-off de la série de visual novel Danganronpa. Le jeu est sorti au Japon en septembre 2014 sur PS Vita puis 1 an plus tard, en septembre 2015, en Amérique de nord et en Europe sur la même console. En 2017, le jeu ressort sur PS4 et sur Steam.

## Synopsis
Voir également la Personnages de Danganronpa
Chronologiquement, l'histoire se situe entre les deux premiers épisode, Danganronpa: Trigger Happy Havoc et Danganronpa 2: Goodbye Despair et suit Komaru Naegi, la sœur de Makoto Naegi le héros du 1er opus, ainsi que Toko Fukawa, une survivante de la première tuerie. Les deux héroïnes essaient de survivre dans une ville contrôlée par des robot  en forme de Monokuma, l'ours en peluche qui est l'antagoniste principal de la série. Elles vont également affronter un groupe d'enfants tueurs, les guerriers de l'espoir (the Warriors of Hope) qui cherchent à tuer tous les adultes.

## Système de jeu
Le gameplay de ce jeu est très différent du reste de la série. Si les deux premiers opus sont des visual novel, Danganronpa Another Episode: Ultra Despair Girls est un jeu de tir à la troisième personne. Le joueur contrôle Komaru Naegi qui possède un pistolet en forme de mégaphone qui tire des balles de vérité (Bullet Truth). Plusieurs types sont obtenues au cours de l'aventure avec des effets différents sur les ennemis. Le joueur peut contrôler temporairement Toko Fukawa lorsque celle-ci est sous sa forme de tueuse, Genocide Jack. Elle se bat alors avec des ciseaux, et chaque coup rempli une jauge qui permet, une fois pleine, de réaliser des attaques spéciales. Le jeu propose également un système d'améliorations déblocable grâce aux monocoins lâchés par les ennemis.

## Accueil
Sur Metacritic, les avis sont mitigés avec un Metascore de 72/100 et un score utilisateur plutôt favorable de 7,7/10. Au Japon, un total de 128 559 copies ont été vendues au Japon sur PSvita et Playstation 4 cumulés.